# Weltspiegel-Reportage
Die Weltspiegel-Reportage ist eine monothematische deutsche Reportagesendung des Ersten mit Auslandsberichten der ARD-Korrespondenten. Sie wurde 2016 als Ableger der Sendung Weltspiegel gestartet. Die Reportagen wurden vom BR, NDR, SWR und WDR produziert und wöchentlich erstausgestrahlt, ehe im Zuge einer Programmreform des Ersten die Einstellung der Reihe zum Frühjahr 2022 verkündet wurde.
Die Sendung wurde als Nachfolger von Weltreisen gestartet, die 2014 zunächst zugunsten der Sendung Reportage im Ersten eingestellt wurde. Auch dieses neue Format wurde hingegen selbst nach 2 Jahren wieder eingestellt. Im Rahmen der Marke Weltspiegel wurden ab 2016 nun wieder wöchentlich Auslandsreportagen als eigenständige Sendungen unter dem Namen Weltspiegel-Reportage gesendet. Der NDR hingegen nutzt noch bis heute den Namen Weltreisen in der Programmvorschau und in der Mediathek für die Reportagen dieser Reihe. Erstmals wurde die Weltspiegel-Reportage am 16. Januar 2016 vom Ersten Deutschen Fernsehen ausgestrahlt. Im Gegensatz zu den Reportagen, die bei Weltreisen gezeigt wurden, ist die Weltspiegel-Reportage wesentlich mehr auf politische, geopolitische und gesellschaftliche Themen ausgerichtet. Es wurden jährlich etwa 20 erstausgestrahlte Folgen produziert.
Ausgestrahlt wurde die halbstündige Sendung am Samstag um 16.30 Uhr im Ersten. Wiederholungen werden auf Phoenix, ARD-alpha, 3sat und Tagesschau24 sowie im BR Fernsehen, MDR Fernsehen, NDR Fernsehen, WDR Fernsehen und im hr-fernsehen in unregelmäßiger Ausstrahlung gezeigt. Neben der Ausstrahlung im Fernsehen werden die Reportagen auch in der ARD-Mediathek und bei YouTube zum Abruf online gestellt.